# UAnimals
 (août 2019).
UAnimaux est un mouvement humaniste panukrainien  qui se bat pour les droits des animaux . 

## Histoire
L'initiative de protection des animaux a été créée en 2016 par l'activiste communautaire Oleksandr Todorchuk . L'activité de UAnimals a commencé par une lutte à grande échelle contre l'exploitation d'animaux dans les cirques . 
Dans la lutte pour les droits des animaux, les activistes de UAnimals voient l’opportunité de sauver non seulement les animaux mais également les humains . Selon la Triade McDonald, la brutalité humaine commence par la cruauté envers les animaux. 
Le 15 octobre 2017, à l'initiative de UAnimals, la Marche panukrainienne pour les droits des animaux a eu lieu pour la première fois  . L'événement s'est déroulé simultanément dans 17 villes d'Ukraine, notamment à Kiev, Lviv, Ivano-Frankivsk, Odessa, Dnipro et Marioupol. Selon les médias, plus de 5 000 personnes se sont rendues à la seule marche de Kiev. Ainsi, l'action est devenue le plus grand événement d'Europe de l'Est pour la protection des animaux. 

## Objectifs 2025
Au cours de la Marche panukrainienne pour les droits des animaux, des militants de toute l'Ukraine ont signé un mémorandum sur les objectifs principaux de la protection des animaux domestiques à attendre d’ici 2025 . Certains points, tels que l'inscription de l'élan dans le Livre Rouge des espèces menacées d’Ukraine, ont déjà été achevés . 
- Une définition claire de la propriété de l'animal et la privation de ce droit résultant de mauvais traitements afin de garantir la responsabilité des propriétaires.
- Promouvoir la création d'une zoopolice et la mise en place d'un système efficace de contrôle et de sanction de la cruauté envers les animaux en Ukraine.
- Interdiction d'utiliser des animaux dans les cirques et les delphinariums .
- Interdiction d'utiliser des animaux pour la mendicité et les services de photographie .
- Interdiction de créer et d’exploiter des centres de formation de chasse.
- Refus d'utiliser des animaux vivants pour des expériences, etc.
- Développement de la réhabilitation des animaux et des centres de protection des animaux affectés par l'homme et ses activités.
- Contre-mesures juridiques aux activités des fermes à fourrure et au développement de l'industrie de la fourrure.
- Obstruction de l'activité des chasseurs de chiens .
- Interruption des programmes de meurtre et d'euthanasie pour les animaux errants dans les villes ukrainiennes.
- Introduction de l'élan et d'autres animaux sauvages de l'habitat naturel de l'Ukraine qui sont sur le point de disparaître dans le Livre Rouge des espèces menacées d'Ukraine .

## Cirque sans animaux
Depuis 2016, le mouvement humanitaire lutte contre l'exploitation des animaux dans les cirques. Les activistes affirment que dans les cirques les animaux sont maintenus dans des conditions horribles et qu'on les torture pendant le dressage. À l'appui de leurs propos, les activistes citent des vidéos et des photos prises dans les coulisses des cirques ukrainiens . 
UAnimals a organisé de nombreux piquets de grève, ainsi qu’une grande manifestation «Pour le cirque sans animaux!» qui a rassemblé au Parc Taras Chevtchenko plus de 1000 activistes, parmi lesquels des musiciens réputés Onuka, Dasha Astafieva, Vivienne Mort et The Maneken . 
Les défenseurs des droits d'animaux ont publié une série de publicités sociales et ont créé une nomination spéciale «Cirque sans animaux» au festival des publicités sociales Molodiya Festival. 
À la demande d'UAnimals, l'ancien prisonnier des camps de concentration d' Auschwitz, de Mauthausen et de Terezin, Igor Malitsky, a lancé un appel au président ukrainien Petro Porochenko pour qu'il interdise l'utilisation d'animaux dans les cirques. 
Des représentants du clergé ont également exprimé leur opinion sur les cirques. Des représentants de l'Église orthodoxe ukrainienne du patriarcat de Kiev, de l'Église catholique grecque ukrainienne et de la Direction spirituelle des musulmans d'Ukraine "Umma" se sont prononcés contre les abus envers les animaux dans les cirques . 
La lutte coordonnée des défenseurs des droits des animaux a abouti à une série d'interdictions locales sur le déplacement de cirques avec des animaux (y compris à Kiev, Ivano-Frankivsk et Dnipro). Le festival international du cirque «Le Tour en or de Kobzov» s'est déroulé sans la participation d'animaux . 
En Ukraine le transport des animaux sauvages pour les numéros de cirque a été interdit au niveau législatif. Cela a rendu illégales les activités des cirques chapiteau et des performances itinérantes avec des animaux .

## Campagne anti-fourrure
Depuis 2017, le mouvement humanitaire a commencé à promouvoir activement le rejet de la fourrure. À la suite des négociations entre UAnimals et les marques de vêtements ukrainiennes, Andre TAN, BEVZA, ELENAREVA, Ksenia Schnaider, PRZHONSKAYA, Nadya Dzyak et Yana Chervinska se sont engagés à ne pas utiliser de fourrure dans leurs collections . 
Le 24 février 2019, à l'initiative de UAnimals dans 10 villes a eu lieu une action panukrainienne «Enlève la fourrure pour toujours!» Les participants de l'action ont exhorté les Ukrainiens à abandonner la fourrure naturelle et les parlementaires à interdire les fermes à fourrure. 

## Statut international
Le mouvement humaniste UAnimals fait partie des associations internationales suivantes : 
- À partir de 2018 - Alliance mondiale contre la fourrure Fur Free Alliance (nl)[17]
- 2019 - Coalition internationale anti-fourrure International Anti-Fur Coalition [18]

## Soutien public
De nombreuses stars ukrainiennes sont impliquées dans les actions et les initiatives du mouvement humanitaire, notamment: 
- Svyatoslav Vakarchuk [19]
- Khrystyna Solovii [20]
- Jamala [21]

## Les notes
1. ↑  У найбільших містах країни пройде Всеукраїнський марш за права тварин.
2. ↑  В Україні створена ініціатива UAnimals, яка вимагає законодавчої заборони тварин у цирках.
3. ↑  Тодорчук: боротьба за права тварин рятує не тільки тварин, але й людей.
4. ↑  Кількість учасників Маршу за права тварин у Києві.
5. ↑  « Добірка громадських ініціатив, які рятують довкілля | Громадський простір », sur www.prostir.ua (consulté le 17 octobre 2018)
6. ↑  Цілі зоозахисту 2025.
7. ↑  Лося внесли до Червоної книги України.
8. ↑  У мережі показали, в яких умовах утримуються тварини у Національному цирку України.
9. ↑  У центрі Києва протестують проти використання тварин в цирках.
10. ↑  Molodiya Festival обрав найкращу соціальну рекламу.
11. ↑  Колишній в'язень концтаборів звернувся до Порошенка з проханням заборонити тварин в цирках.
12. ↑  Українські церковники виступили проти знущання над тваринами.
13. ↑  Вперше за 6 років фестиваль «Золотий трюк Кобзова» пройде без участі тварин.
14. ↑  В Україні прийняли закон, який забороняє перевезення тварин для циркових цілей.
15. ↑  Одразу сім українських модних брендів відмовилися від хутра.
16. ↑  « "Знімай хутро назавжди!": як пройшла всеукраїнська акція », sur bbc.com,‎ 24 février 2019
17. ↑  « "UAnimals in Fur Free Alliance », sur furfreealliance.com, 24 février 2019
18. ↑  « "UAnimals in International Anti-Fur Coalition », sur antifurcoalition.org, 24 février 2019
19. ↑  « Вакарчук виступив за цирк без тварин », sur obozrevatel.com,‎ 30 mars 2018
20. ↑  « Українська зірка розповіла про знущання над тваринами », sur obozrevatel.com,‎ 25 avril 2018
21. ↑  Хто з відомих українців підтримав Всеукраїнський марш за права тварин .

## Liens
- Site officiel
- UAnimals sur Facebook
- UAnimals sur Instagram